# Damnation
Damnation — седьмой студийный альбом шведской прогрессив-дэт-метал-группы Opeth, вышедший в 2003 году.

## Об альбоме
Damnation полностью состоит из меланхоличных полуакустических песен в духе прогрессивного рока 70-х. По словам Микаэля Окерфельдта, диска, подобного Damnation, у группы больше никогда не будет.

## Песни
Текст Стивена Уилсона к «Death Whispered a Lullaby» изначально назывался «Evil Cruelty», а точнее — «Eeivile Crueelty». Именно это шутливое название можно увидеть на рукописи, которую держит в руках Микаэль Окерфельдт в одном из фрагментов фильма «The Making of Deliverance & Damnation» с DVD Lamentations.
Композиция «Closure» на концертах звучит более девяти минут благодаря длительной психоделической импровизации, к которой группа приступает после последних слов песни (I am longing for the darkness). На различных концертах в импровизации принимают участие и гитаристы, и басист, и клавишник. Композиция вживую звучит намного жёстче, по-металлически экстремально из-за иной аранжировки ударных — в альбоме Мартин Лопес записывал этот фрагмент с тамборилом (уругвайский национальный барабан), а на концерте звучит обычная ударная установка. Мартин Аксенрот в этой части использует два бас-барабана.
Мелодия припева в «To Rid the Disease» позаимствована из «Mordet i Grottan» — единственной песни, записанной Микаэлем Окерфельдтом и Даном Сванё в рамках проекта Sörksogen, организованного ими в конце 1990-х.

## Список композиций
Вся музыка и тексты написаны Микаэлем Окерфельдтом, за исключением текста «Death Whispered a Lullaby», написанного Стивеном Уилсоном.
1. «Windowpane» — 7:45
2. «In My Time of Need» — 5:49
3. «Death Whispered a Lullaby» — 5:49
4. «Closure» — 5:15
5. «Hope Leaves» — 4:30
6. «To Rid the Disease» — 6:21
7. «Ending Credits» — 3:39
8. «Weakness» — 4:10

## Участники записи
- Микаэль Окерфельдт — вокал, гитара
- Петер Линдгрен — гитара
- Мартин Мендес — бас-гитара
- Мартин Лопес — барабаны и перкуссия. В песне «Closure» использован   уругвайский национальный барабан (тамборил)

Дополнительные музыканты:
- Стивен Уилсон — бэк-вокал, гитара, меллотрон